# Izbori za Hrvatsko-slavonsko-dalmatinski sabor 1913.
Izbori za Hrvatsko-slavonsko-dalmatinski sabor 1913. održani su 16. i 17. prosinca 1913. Tada je bilo 209 618 birača s pravom glasa. Prema popisu stanovništva od 31. prosinca 1910., Kraljevina Hrvatska, Slavonija i Dalmacija imala je 2 621 954 stanovnika.
Ban Slavko Cuvaj je raspustio Sabor 27. siječnja 1912., 4. travnja Cuvaj je suspendirao Ustav, a sljedećeg dana je proglašen namjesnikom (komesarem) Kraljevstva. Tijekom sljedeće godine na njega su pokušana dva atentata, što je dovelo do njegove ostavke. Ivan Skerlecz je proglašen banom 27. studenog 1913. te je nakon dogovora ugarske vlade i HSK sazvao izbore za 16. i 17. prosinca.
Novi saziv Sabora za predsjednika Sabora je izabrao Bogdana Medakovića, J. Dr., dok za potpredsjednike su izabrani Petar Magdić, J. Dr. i Edmund Lukinić, J. Dr.

## Rezultati
Zahvaljujući izbornoj geometriji, Hrvatska pučka seljačka stranka s 12.917 glasova dobila je tek 3, a Srpska samostalna stranka s 11.704 glasača čak 17 zastupničkih mandata. Daljnjom usporedbom stranačkih rezultata, ali ovaj put na unutarstranačkoj razini, nameće se još jedan nerazmjer. Hrvatska članica Hrvatsko-srpske koalicije s 30.343 glasa ostvarila je 3 mandata više od srpske, koja je imala 11.704 glasača. Srpski zastupnici Mišćević, Pribićević, Krajnović i Budisavljević - njih četvorica - zajedno su dobili 1.062 glasa, što im je omogućilo četiri saborska mandata, za razliku od pravaša M. Uroića, koji je osvojio 1.138 glasova i nije osvojio mandat.
Podatci prema
Zbirni izborni rezultati
| Stranke i koalicije                             | Stranke i koalicije                             | Glasova | Glasova % | Broj zastupnika | Broj zastupnika % |
| ----------------------------------------------- | ----------------------------------------------- | ------- | --------- | --------------- | ----------------- |
| (Hrvatsko-srpska koalicija)                     | (Hrvatsko-srpska koalicija)                     | 43 645  | 39,09     | 48              | 54,55             |
| Hrvatska samostalna stranka                     | Hrvatska samostalna stranka                     |         |           | (29)            | 32,95             |
| Srpska samostalna stranka                       | Srpska samostalna stranka                       |         |           | (17)            | 19,32             |
| Kandidati koalicije izvan stranaka              | Kandidati koalicije izvan stranaka              |         |           | (2)             | 2,27              |
| Kršćansko-socijalna stranka prava               | Kršćansko-socijalna stranka prava               | 15 834  | 14,18     | 9               | 10,23             |
| unionisti izvan stranaka/Staromađaroni          | unionisti izvan stranaka/Staromađaroni          | 15 616  | 13,99     | 12              | 13,64             |
| Starčevićeva stranka prava                      | Starčevićeva stranka prava                      | 14 446  | 12,94     | 11              | 12,50             |
| Hrvatska pučka seljačka stranka                 | Hrvatska pučka seljačka stranka                 | 13 024  | 11,66     | 3               | 3,41              |
| pravaši izvan stranačkih klubova                | pravaši izvan stranačkih klubova                | 3076    | 2,75      | 3               | 3,41              |
| nezavisni saborski klub/Osječani                | nezavisni saborski klub/Osječani                | 2153    | 1,93      | 2               | 2,27              |
| Srpska narodna radikalna stranka                | Srpska narodna radikalna stranka                | 3234    | 2,90      | 0               | 0,00              |
| Socijaldemokratska stranka Hrvatske i Slavonije | Socijaldemokratska stranka Hrvatske i Slavonije | 626     | 0,56      | 0               | 0,00              |
| Ukupno                                          | Ukupno                                          | 111 654 | 100,00    | 88              | 100,00            |
| odaziv                                          | odaziv                                          | 111 654 | 53,27     |                 |                   |
| registriranih birača                            | registriranih birača                            | 209 618 |           |                 |                   |

Pobjednici po kotarima
| Izborni kotar     | Zastupnik                              | Stranka                                            | Napomena                                                        |
| ----------------- | -------------------------------------- | -------------------------------------------------- | --------------------------------------------------------------- |
| Bakar             | Makso Rošić                            | Hrvatsko-srpska koalicija                          | dr. iur., odvjetnik                                             |
| Biškupec          | Josip Milković                         | frankovci                                          | trgovac                                                         |
| Bjelovar          | Josip Werklein                         | Hrvatsko-srpska koalicija                          | ljekarnik                                                       |
| Bošnjaci          | Đuro Šurmin                            | Hrvatsko-srpska koalicija                          | ph. dr., uni. prof.                                             |
| Brlog             | Srđan von Budisavljević                | Hrvatsko-srpska koalicija                          | dr. iur., odvjetnik                                             |
| Brod              | Vladimir Prebeg                        | Stranka prava (frankovci)                          | dr. iur., odvj.                                                 |
| Cerna             | Mirko Kutuzović                        | Hrvatsko-srpska koalicija                          | zemljoposjednik                                                 |
| Čazma             | Vinko Lovreković                       | Hrvatska pučka seljačka stranka                    | gradonačelnik                                                   |
| Dalj              | Josip barun von Rajačić                | Hrvatsko-srpska koalicija                          | zemljoposjednik                                                 |
| Daruvar           | Mijo Ettinger                          |                                                    | župnik                                                          |
| Delnice           | Fran Serafin Križ                      | Hrvatsko-srpska koalicija                          | trgovac                                                         |
| Donja Stubica     | Marko Novosel                          | Hrvatsko-srpska koalicija                          | dr. iur., odvj.                                                 |
| Donji Miholjac    | Franjo Poljak                          | Hrvatsko-srpska koalicija                          | dr. iur.                                                        |
| Draganić          | Gustav Modrušan                        | Stranka prava (Hrv.-srp. koalicija)                | ljekarnik                                                       |
| Dugo Selo         | Marko Mileusnić                        | složni pravaši                                     | zemljoposjednik                                                 |
| Đakovo            | Ivan Ribar                             | Hrvatsko-srpska koalicija                          | dr. iur., odvj.                                                 |
| Garčin            | Dragutin von Hrvoj                     | Hrvatsko-srpska koalicija (milinovci)              | odvj.                                                           |
| Glina             | Nikola Ercegovac                       | Hrvatsko-srpska koalicija                          | protoprezbiter                                                  |
| Gospić            | Vinko Krišković                        | Hrvatska samostalna stranka (Hrv.-srp. koalicija)  | dr. iur., uni. prof.                                            |
| Gračac            | Đuro Miščević                          | Hrvatsko-srpska koalicija                          | trgovac                                                         |
| Hercegovac        | Većeslav Wilder                        | Hrvatsko-srpska koalicija                          | novinar                                                         |
| Hrtkovci          | Giga Jović                             | Hrvatsko-srpska koalicija                          | župnik                                                          |
| Ilok              | Gavro Manojlović                       | Hrvatsko-srpska koalicija                          | dr. iur., uni. prof.                                            |
| Irig              | Anatolije Janković                     | vanstranački unionisti                             | arhimandrit                                                     |
| Ivanec            | Cezar Akačić                           | (milinovci)                                        | ljekarnik                                                       |
| Jastrebarsko      | Vojislav Kempf                         | (milinovci)                                        | geometar                                                        |
| Karlobag          | Ivan Peršić                            | (milinovci)                                        | novinar                                                         |
| Karlovac          | Edmund Lukinić                         | Hrvatsko-srpska koalicija                          | dr. iur., odvj.                                                 |
| Karlovci          | Lazar Sekulić                          | vanstranački unionisti                             | dr. iur., tajnik patrijaršije i srpskog narodno-crkvenog sabora |
| Klanjec           | Dragutin von Hrvoj                     | (milinovci)                                        | odvj.                                                           |
| Kloštar           | Petar Majer                            | (milinovci)                                        | dr. iur., odvj.                                                 |
| Koprivnica        | Stjepan Zagorac                        | (milinovci)                                        | župnik                                                          |
| Korenica          | Svetozar Pribićević                    | Srpska samostalna stranka (Hrv.-srp. koalicija)    | novinar                                                         |
| Kostajnica        | Dušan Peleš                            | Hrvatsko-srpska koalicija                          | dr. iur., odvj.                                                 |
| Krapina           | Stjepan Cerovac                        | Hrvatsko-srpska koalicija                          | župnik                                                          |
| Križ              | Ivo Frank                              | Kršćansko-socijalna stranka prava (frankovci)      | dr. iur., odvj.                                                 |
| Križevci          | Fran Novak                             | frankovci                                          | župnik                                                          |
| Ludbreg           | Stjepan Radić                          | Hrvatska pučka seljačka stranka                    | novinar                                                         |
| Martinci          | Stevan Simeonović-Čokić                | Hrvatsko-srpska koalicija                          | dr. iur., odvj.                                                 |
| Mitrovica         | Dušan Popović                          | Hrvatsko-srpska koalicija                          | dr. iur., odvj.                                                 |
| Morović           | Svetislav Šumanović                    | vanstranački unionisti                             | dr. iur.                                                        |
| Našice            | Teodor grof Pejačević von Verocze      | Hrvatsko-srpska koalicija (vanstranački unionisti) | dr. iur., tajni dvorski savjetnik                               |
| Nova Gradiška     | Hinko Hinković                         | Hrvatsko-srpska koalicija                          | dr. iur., odvj.                                                 |
| Novigrad          | Tomo Jalžabetić                        | Hrvatska pučka seljačka stranka                    | seljak                                                          |
| Novi Marof        | Aleksandar Horvat                      | Čista stranka prava (frankovci)                    | dr. iur., odvj.                                                 |
| Novska            | Josip Šilović                          | Hrvatsko-srpska koalicija (vanstranački unionisti) | dr. iur., uni. prof.                                            |
| Nuštar            | Mark Fedroczy von Fedrovec u. Borkovec | vanstranački unionisti                             |                                                                 |
| Ogulin            | Vladimir barun von Nikolić-Podrinski   | Hrvatsko-srpska koalicija                          | dr.iur.                                                         |
| Osijek I          | Ante Pinterović                        | vanstranački unionisti                             | dr.iur., odvj.                                                  |
| Osijek II         | Ivan Rikard Kraus                      | Hrvatsko-srpska koalicija                          | dr.iur., industrijalac                                          |
| Otočac            | Živko Petričić                         | (milinovci)                                        | dr.iur., odvj.                                                  |
| Pakrac            | Milenko Marković                       | Hrvatsko-srpska koalicija                          | dr.iur., odvj.                                                  |
| Perušić           | Stjepan von Vučetić                    | frankovci                                          | župnik                                                          |
| Petrinja          | Aleksandar Badaj                       | Hrvatsko-srpska koalicija                          | dr.iur.                                                         |
| Pisarovina        | Franjo von Kufrin                      |                                                    | župnik                                                          |
| Plaški            | Bogdan Medaković                       | Hrvatsko-srpska koalicija                          | dr.iur., odvj., veleposjednik                                   |
| Požega            | Eduard Kurschner                       | Hrvatsko-srpska koalicija                          | dr.iur., odvj.                                                  |
| Pregrada          | Vuk von Kiš                            | frankovci                                          | dr.iur., odvj.                                                  |
| Rijeka I          | nepopunjeno                            |                                                    |                                                                 |
| Rijeka II         | nepopunjeno                            |                                                    |                                                                 |
| Ruma              | Marko grof Pejačević                   | vanstranački unionisti                             | veleposjednik                                                   |
| Samobor           | Ante Pavelić (zubar)                   | Starčevićeva stranka prava                         | dr.med.                                                         |
| Selce             | Bogoslav Mažuranić                     | Hrvatsko-srpska koalicija                          | dr.med.                                                         |
| Senj              | Guido von Hreljanović                  | Hrvatsko-srpska koalicija                          | potpukovnik                                                     |
| Sisak             | Grga Tuškan                            | Hrvatsko-srpska koalicija                          |                                                                 |
| Slatina           | Franjo Zbierchowski                    | vanstranački unionisti                             | dr.med.                                                         |
| Slunj             | Matija Polić                           | složni pravaši                                     | župnik                                                          |
| Srb               | Petar Krajnović                        | Hrvatsko-srpska koalicija                          | župnik                                                          |
| Stara Pazova      | Nikola Petrović                        | vanstranački unionisti                             | zemljoposjednik                                                 |
| Sveti Ivan Zelina | Mile Starčević                         | Starčevićeva stranka prava                         | dr.iur., odvj.                                                  |
| Sveti Ivan Žabno  | Stjepan Pavunić                        | frankovci                                          | župnik                                                          |
| Šid               | Ladislav von Jankovich                 |                                                    |                                                                 |
| Šimanovci         | Svetislav Popović                      | Hrvatsko-srpska koalicija                          | dr.iur., odvj.                                                  |
| Udbina            | Pajo Obradović                         | Hrvatsko-srpska koalicija                          | župnik                                                          |
| Valpovo           | Ivan Lorković                          | Hrvatsko-srpska koalicija                          | dr.iur., novinar                                                |
| Varaždin          | Ljubo Babić-Gjalski                    | Hrvatsko-srpska koalicija                          | književnik                                                      |
| Velika Gorica     | Ivan Peršić                            | (milinovci)                                        | novinar                                                         |
| Vilić Selo        | Ivan Zatluka                           | frankovci                                          | bankar                                                          |
| Vinkovci          | Stjepan Tropsch                        | vanstranački unionisti                             | ph.dr.                                                          |
| Virovitica        | Aladar grof Jankovich                  | vanstranački unionisti                             | veleposjednik, tajni dvor. savjetnik                            |
| Vojnić            | Vaso Muačević                          | Hrvatsko-srpska koalicija                          | zemljoposjednik                                                 |
| Vrbovsko          | Petar Magdić                           | Hrvatsko-srpska koalicija                          | dr.iur., odvj.                                                  |
| Vrginmost         | Bude Budisavljević                     | Hrvatsko-srpska koalicija                          | novinar                                                         |
| Vuka              | Antun von Mihalovich                   | Hrvatsko-srpska koalicija                          | zemljoposjednik                                                 |
| Vukovar           | Ivan Paleček                           | Hrvatsko-srpska koalicija                          | dr.iur., odvj.                                                  |
| Zagreb I          | Gjuro Šurmin                           | Hrvatska samostalna stranka (Hrv.-srp. koalicija)  | ph.dr., uni.prof.                                               |
| Zagreb II         | Miroslav grof Kulmer                   | Hrvatska samostalna stranka (Hrv.-srp. koalicija)  | zemljoposjednik, dvorski komornik                               |
| Zagreb III        | Janko Holjac                           | Hrvatska samostalna stranka                        | arhitekt, gradonačelnik                                         |
| Zemun             | Aleksandar von Rakodczay               | Hrvatsko-srpska koalicija (vanstranački unionisti) | dr.iur., tajni dvor. savjetnik                                  |
| Zlatar            | Aurel Rauer                            | Hrvatsko-srpska koalicija                          | veleposjednik                                                   |

## Virilisti
pozvani saborski zastupnici s osobnim pravom glasa - virilisti
| Dostojanstvo | Zastupnik                                 | napomena                                                          |
| ------------ | ----------------------------------------- | ----------------------------------------------------------------- |
| prelat       | Juraj Posilović                           | zagrebački nadbiskup, tajni dvor. savjetnik                       |
| prelat       | Ivan Krapac                               | đakovački i srijemski biskup, tajni dvor. savjetnik               |
| prelat       | Miron Nikolić                             | pakrački episkop                                                  |
| prelat       | Mihael Grujić                             | gornjokarlovački episkop, upravitelj karlovačke patrijaršije      |
| prelat       | Julije Drohobeczky                        | križevački biskup                                                 |
| prelat       | Rok Vučić                                 | senjski i modruški biskup                                         |
| prelat       | Blaž Švinderman                           | vranski prior                                                     |
| veliki župan | Imbro von Hideghety                       | srijemski veliki župan                                            |
| veliki župan | Ivan barun Adamovich von Čepin            | virovitički veliki župan, dvor. komornik                          |
| veliki župan | Dragan vitez von Trnski                   | požeški veliki župan                                              |
| veliki župan | Teodor Bošnjak                            | zagrebački veliki župan                                           |
| veliki župan | Stjepan von Belošević                     | varaždinski veliki župan                                          |
| veliki župan | Vukašin Milanković                        | ličko-krbavski veliki župan                                       |
| veliki župan | Vinko barun von Zmajić                    | modruško-riječki veliki župan                                     |
| veliki župan | Juraj Dedović                             | bjelovarsko-križevački veliki župan                               |
| župan        | Ljudevit von Josipović                    | turopoljski komeš, dr.med.                                        |
| velikaš      | Rudolf grof Chotek                        | dvor. komornik                                                    |
| velikaš      | Aleksandar grof Draskovich von Trakoštjan |                                                                   |
| velikaš      | Ivan grof Draskovich von Trakoštjan       | tajni dvor. savjetnik                                             |
| velikaš      | Janko grof Draskovich von Trakoštjan      |                                                                   |
| velikaš      | Pavao grof Draskovich von Trakoštjan      | dvor. komornik                                                    |
| velikaš      | Rudolf grof Erdody                        | tajni dvor. savjetnik                                             |
| velikaš      | Stjepan grof Erdődy                       | tajni dvor. savjetnik                                             |
| velikaš      | Aladar grof Jankovich von Priberd         | tajni dvor. savjetnik                                             |
| velikaš      | Ladislav grof Jankovich von Priberd       | dvor. komornik                                                    |
| velikaš      | Heinrich grof Khuen von Belasi            | dvor. komornik                                                    |
| velikaš      | Karl grof Khuen-Hedervary                 | ugarski ministar-predsjednik u miru, dvor. komornik               |
| velikaš      | Gustav grof Normann-Ehrenfels             | tajni dvor. savjetnik                                             |
| velikaš      | Rudolf grof Normann-Ehrenfels             | dvor. komornik                                                    |
| velikaš      | Franjo barun Ottenfels-Gschwind           | dvor. komornik                                                    |
| velikaš      | Teodor grof Pejacsevich von Verocze       | hrvatsko-slavonsko-dalmatinski ministar, tajni dvor. savjetnik    |
| velikaš      | Geza barun Rauch von Nyek                 | dr.iur.                                                           |
| velikaš      | Pavao barun Rauch von Nyek                | ban Hrvatske, Slavonije i Dalmacije u miru, tajni dvor. savjetnik |

## Ugarsko-hrvatski sabor
Sukladno Hrvatsko-ugarskoj nagodbi Hrvatski sabor je iz aktualnog saziva Sabora birao između svih zastupnika tri zastupnika u Dom Velikaša i 40 zastupnika u Zastupnički dom zajedničkog Ugarsko-hrvatskog državnog sabora.
zastupnici Hrvatskog sabora u Domu velikaša
| Izborni kotar | Zastupnik            | Stranka                                           |
| ------------- | -------------------- | ------------------------------------------------- |
| Zagreb II     | Miroslav grof Kulmer | Hrvatska samostalna stranka (Hrv.-srp. koalicija) |
| Petrinja      | Aleksandar Badaj     | Hrvatsko-srpska koalicija                         |
| Vuka          | Antun von Mihalovich | Hrvatsko-srpska koalicija                         |

zastupnici Hrvatskog sabora u Zastupničkom domu
| Izborni kotar  | Zastupnik                            | Stranka                                            |
| -------------- | ------------------------------------ | -------------------------------------------------- |
| Varaždin       | Ljubo Babić-Gjalski                  | Hrvatsko-srpska koalicija                          |
| Petrinja       | Aleksandar Badaj                     | Hrvatsko-srpska koalicija                          |
| Glina          | Nikola Ercegovac                     | Hrvatsko-srpska koalicija                          |
| Daruvar        | Mijo Ettinger                        |                                                    |
| Senj           | Guido von Hreljanović                | Hrvatsko-srpska koalicija                          |
| Srb            | Petar Krajnović                      | Hrvatsko-srpska koalicija                          |
| Osijek II      | Ivan Rikard Kraus                    | Hrvatsko-srpska koalicija                          |
| Gospić         | Vinko Krišković                      | Hrvatska samostalna stranka (Hrv.-srp. koalicija)  |
| Cerna          | Mirko Kutuzović                      | Hrvatsko-srpska koalicija                          |
| Požega         | Eduard Kurschner                     | Hrvatsko-srpska koalicija                          |
| Valpovo        | Ivan Lorković                        | Hrvatsko-srpska koalicija                          |
| Karlovac       | Edmund Lukinić                       | Hrvatsko-srpska koalicija                          |
| Ilok           | Gavro Manojlović                     | Hrvatsko-srpska koalicija                          |
| Vrbovsko       | Petar Magdić                         | Hrvatsko-srpska koalicija                          |
| Pakrac         | Milenko Marković                     | Hrvatsko-srpska koalicija                          |
| Selce          | Bogoslav Mažuranić                   | Hrvatsko-srpska koalicija                          |
| Draganić       | Gustav Modrušan                      | Stranka prava (Hrv.-srp. koalicija)                |
| Vojnić         | Vaso Muačević                        | Hrvatsko-srpska koalicija                          |
| Ogulin         | Vladimir barun von Nikolić-Podrinski | Hrvatsko-srpska koalicija                          |
| Donja Stubica  | Marko Novosel                        | Hrvatsko-srpska koalicija                          |
| Udbina         | Pajo Obradović                       | Hrvatsko-srpska koalicija                          |
| Vukovar        | Ivan Paleček                         | Hrvatsko-srpska koalicija                          |
| Ruma           | Marko grof Pejačević                 | vanstranački unionisti                             |
| Našice         | Teodor grof Pejačević von Verocze    | Hrvatsko-srpska koalicija (vanstranački unionisti) |
| Kostajnica     | Dušan Peleš                          | Hrvatsko-srpska koalicija                          |
| Osijek I       | Ante Pinterović                      | vanstranački unionisti                             |
| Donji Miholjac | Franjo Poljak                        | Hrvatsko-srpska koalicija                          |
| Mitrovica      | Dušan Popović                        | Hrvatsko-srpska koalicija                          |
| Korenica       | Svetozar Pribićević                  | Srpska samostalna stranka (Hrv.-srp. koalicija)    |
| Šimanovci      | Svetislav Popović                    | Hrvatsko-srpska koalicija                          |
| Dalj           | Josip barun von Rajačić              | Hrvatsko-srpska koalicija                          |
| Zlatar         | Aurel Rauer                          | Hrvatsko-srpska koalicija                          |
| Đakovo         | Ivan Ribar                           | Hrvatsko-srpska koalicija                          |
| Bakar          | Makso Rošić                          | Hrvatsko-srpska koalicija                          |
| Novska         | Josip Šilović                        | Hrvatsko-srpska koalicija (vanstranački unionisti) |
| Martinci       | Stevan Simeonović-Čokić              | Hrvatsko-srpska koalicija                          |
| Morović        | Svetislav Šumanović                  | vanstranački unionisti                             |
| Bošnjaci       | Đuro Šurmin                          | Hrvatsko-srpska koalicija                          |
| Sisak          | Grga Tuškan                          | Hrvatsko-srpska koalicija                          |
| Hercegovac     | Većeslav Wilder                      | Hrvatsko-srpska koalicija                          |

## Zamjenski mandati
Tokom saziva Sabora od 1913. do 1918. došlo je do zamjene sljedećih zastupnika:
Narodni zastupnici
| Izborni kotar     | Zamjenski zastupnik             | Zamjenjuje zastupnika |
| ----------------- | ------------------------------- | --------------------- |
| Zagreb I          | Ivan barun Skerlecz von Lomnica | Gjuro Šurmin          |
| Karlobag          | Marko Došen                     | Ivan Peršić           |
| Sveti Ivan Zelina | Ivan Kovačević                  | Mile Starčević        |
| Vrginmost         | Valerije Pribičević             | Bude Budisavljević    |
| Nova Gradiška     | Josip Pazman                    | Hinko Hinković        |
| Garčin            | Milan Rojc                      | Dragutin von Hrvoj    |
| Hrtkovci          | Petar Belobrk                   | Giga Jović            |

Virilisti
| položaj                             | Zamjenski zastupnik                 | Zamjenjuje zastupnika                     |
| ----------------------------------- | ----------------------------------- | ----------------------------------------- |
| nadbiskup zagrebački                | Antun Bauer                         | Josip Posilović                           |
| biskup senjski i modruški           | Josip Marušić                       | Rok Vučić                                 |
| prior vranski                       | Dominik Premuš                      | Blaž Švinderman                           |
| veliki župan ličko-krbavski         | Ivan von Vučetić                    | Vukašin Milanković                        |
| veliki župan zagrebački             | Vladimir von Treščec-Branjski       | Teodor Bošnjak                            |
| veliki župan bjelovarsko-križevački | Ladislav von Labaš                  | Juraj Dedović                             |
| velikaš                             | Ivan grof Draskovich von Trakoštjan | Aleksandar grof Draskovich von Trakoštjan |